# San Juan Atepec (kommun)
San Juan Atepec är en kommun i Mexiko.   Den ligger i delstaten Oaxaca, i den sydöstra delen av landet, 400 km sydost om huvudstaden Mexico City.
Följande samhällen finns i San Juan Atepec:
- San Juan Atepec